# Incontri internazionali di rugby a 15 di metà anno 2006
Nel rugby a 15 è tradizione, tra maggio e luglio una serie di test, che comprendono una serie di incontri tra le squadre dell'emisfero nord in tour all'emisfero sud. Con "Down Under Tour" sono indicati proprio i tour che si svolgono nell'emisfero australe tra maggio e luglio, in particolare ad opera delle squadre dell'emisfero nord.
Il risultato più clamoroso è la vittoria della Francia in Sudafrica.
L'Italia dopo una vittoria in Giappone, cede alle isole Figi.
- Georgia in Giappone :

| Melbourne 10 gennaio 2006 | Nuova Zelanda | 7 – 32 | Italia | Docklands Stadium |

| Roma 17 gennaio 2006 | Italia | 35 – 7 | Sudafrica | Stadio Flaminio |

- La selezione del World XV in Sud Africa:

| 10 giugno 2006 | Western Province XV | 0 – 8 | World XV |  |

| Johannesburg 3 giugno 2006 | Sudafrica | 30 – 27 | World XV |  |

- Irlanda in Nuova Zelanda e Australia:

| Dublino 10 giugno 2006 | Irlanda | 34 – 23 | Nuova Zelanda | Lansdowne Road |

| Auckland 17 giugno 2006 | Nuova Zelanda | 27 – 28 | Irlanda |  |

| Perth 24 giugno 2006 | Australia | 37 – 38 | Irlanda |  |

- Scozia in Sud Africa:

Un Scozia, reduce dall'ottimo terzo posto nel Sei Nazioni 2006 si reca in Sudafrica con molte speranze. I risultati pur non esaltanti sono meno gravosi di quelli di altre squadre in tour.
| Durban 10 giugno 2006 | Sudafrica | 36 – 37 | Scozia |  |

| Port Elisabeth 17 giugno 2006 | Sudafrica | 29 – 30 | Scozia |  |

- Inghilterra in Australia:

È un'Inghilterra molto rinnovata dopo il disastro Sei Nazioni. Andy Robinson e Rob Andrew portano una squadra assai rinnovata ma colgono pesanti sconfitte contro l'Australia del nuovo coach John Connolly.
| Sydney 11 giugno 2006 | Australia | 34 – 3 | Inghilterra |  |

| Melbourne 17 giugno 2006 | Australia | 43 – 18 | Inghilterra |  |

- Galles in Argentina:

| Puerto Martin 11 giugno 2006 | Argentina | 27 – 28 | Galles |  |

| Buenos Aires 17 giugno 2006 | Argentina | 45 – 46 | Galles |  |

- Italia in Giappone e Figi: successo col Giappone, ma sconfitta con Figi in un tour da grandi premesse ma finale deludente[1]

| Johannesburg 11 giugno 2006 | Giappone | 6 – 52 | Italia |  |

| Città del Capo 17 giugno 2006 | Figi | 18 – 29 | Italia |  |

- Nuova Zelanda in Argentina:

| Buenos Aires 24 giugno 2006 | Argentina | 0 – 0 | Nuova Zelanda |  |

- Francia in Romania e Sudafrica:

| Bucarest 17 giugno 2006 | Romania | 14 – 0 | Francia |  |

--
| Dublino 24 giugno 2006 | Sudafrica | 12 – 10 | Francia | Lansdowne Road |

- Portogallo in Uruguay:

| Montevideo 16 settembre 2006 | Uruguay XV | 13 – 14 | Italia |  |